# Paul Vimond
Paul Vimond, né le 20 juin 1922 à La Meurdraquière (Manche) et mort le 29 janvier 1998 à Coutances, est un architecte français.

## Biographie
Élève au lycée Lebrun de Coutances, puis à l'École régionale d'architecture de Rennes, il entre à l'École nationale supérieure des beaux-arts dans l'atelier d'Auguste Perret entre 1942 et 1949. Il est diplômé en 1948 et obtient le 1er Grand prix de Rome en 1949 ce qui lui vaut d'être pensionnaire de la Villa Médicis entre 1950 et 1953. Pendant son séjour à Rome, il participe aux travaux de fouilles sur le tombeau de saint Pierre.
Il devient architecte en chef des bâtiments civils et palais nationaux en 1954 et architecte pour l'Assemblée de l'Union Française en 1956. Il participe notamment au réaménagement et à l'extension du Palais d’Iéna en 1960 à Paris pour le siège de l’Union Française, du Conseil économique et social, et de l’Union d’Europe Occidentale, à la construction de 4 600 m2 pour le siège de l’OCDE en 1965 ou encore à la construction du siège de l’OTAN en Belgique.
Il a réalisé en 1971 avec Victor Petit la chapelle de la Vierge à l'église Saint-Pierre du Gros Caillou dans le 7e arrondissement de Paris.
Paul Vimond a reçu les Palmes Académiques, est chevalier de la Légion d'honneur, Chevalier des Arts et lettres,  et Meilleur Ouvrier de France Honoris Causa pour sa participation régulière à l'organisation des expositions des M.O.F.

## Sources
- Henri Guilbert, « In memoriam : Paul Vimond », Bulletin 1999 de l'Association des anciens élèves du lycée de Coutances.
- Michèle Latrille-Vimond, fille aînée de Paul Vimond - Archives familiales et coupures de presse.
- Bernard Vimond, fils cadet de Paul Vimond, architecte DPLG, article écrit pour le "Dictionnaire des Personnages Remarquables de la Manche" tome 4, textes et recherches sous la direction de René Gautier, Éditions Rééditions du Patrimoine Normand - Eurocibles - 50570 Marigny.